# Provision pour investissement
 (février 2016).
- Si vous ne connaissez pas le sujet, laissez ce bandeau (vous pouvez alors contacter les auteurs).
- Si vous supprimez le contenu mis en cause (vous pouvez préalablement contacter les auteurs),

argumentez précisément cette suppression dans la page de discussion
(un manque de référence n'est pas un argument ; une recherche réelle de référence doit avoir été effectuée, être formellement documentée).
La Provision pour investissement  est une libéralité fiscale. Elle désigne un accord entre entreprises et salariés. Cet accord permet aux salariés de bénéficier de droits supérieurs à la participation légale aux bénéfices. 
Une Provision pour investissement peut être constatée dans le cadre de la participation des salariés aux résultats de l'entreprise,de la mise d'un accord d'intéressement ou bien de la mise en place d'un perco. On ne peut plus doter cette provision depuis 2012 (loi des finances de 2012),.